# Лэки, Этель
Этель Минни Лэки (англ. Ethel Minnie Lackie, в замужестве Уоткинс, англ. Watkins; 10 февраля 1907, Чикаго, Иллинойс — 15 декабря 1979, Ньюбери-Парк, Калифорния) — американская пловчиха, двукратная чемпионка летних Олимпийских игр 1924 года.

## Биография
Этель Минни Лэки родилась в 1907 году в Чикаго. В 3-летнем возрасте научилась плавать. На летних Олимпийских играх 1924 года она победила на дистанции 100 м вольным стилем, а также в составе сборной США в эстафете 4×100 метров вольным стилем, в обоих случаях установив новый олимпийский рекорд. Она стала также первой женщиной в мире, проплывшей 100 ярдов вольным стилем быстрее чем за минуту. После завершения карьеры вышла замуж за гребца Билла Уоткинса. В 1969 году она была включена в Зал Славы мирового плавания. Скончалась в 1979 году в Калифорнии на 73-м году жизни.